# Vic Gonsalves
Victor Albert „Vic” Gonsalves (ur. 20 października 1887, zm. 29 sierpnia 1922) – holenderski piłkarz grający na pozycji pomocnika. W swojej karierze rozegrał 3 mecze w reprezentacji Holandii.

## Kariera klubowa
Swoją karierę piłkarską Gonsalves spędził w klubie HBS Craeyenhout. Zadebiutował w nim w 1906 roku i grał w nim do 1922 roku.

## Kariera reprezentacyjna
W reprezentacji Holandii Gonsalves zadebiutował 21 marca 1909 roku w wygranym 4:1 meczu Coupe Van den Abeele z Belgią, rozegranym w Antwerpii. Wcześniej, w 1908 roku, na igrzyskach olimpijskich w Londynie zdobył brązowy medal. Od 1909 do 1910 roku rozegrał w kadrze narodowej 3 mecze.